# T.Y. Hilton
Eugene Marquis Hilton, detto T.Y. (Miami, 14 novembre 1989), è un giocatore di football americano statunitense, attualmente free agent, che milita nel ruolo di wide receiver nella National Football League (NFL).
Fu scelto nel corso del terzo giro (92º assoluto) del Draft NFL 2012 dagli Indianapolis Colts. Al college ha giocato a football per FIU

## Carriera universitaria

### Stagione 2008
Hilton frequentò la Florida International University e giocò per tutta la sua carriera universitaria come titolare. Nella sua stagione da freshman, Hilton segno 12 touchdown in cinque modi differenti, il primo nella storia della scuola a riuscirci (sette touchdown su ricezioni, due su corse, un passaggio per touchdown, uno su ritorno di punt e uno su ritorno di kickoff). Inoltre stabilì un record scolastico per yard ricevute totali in una singola stagione (1.013), media per ricezione (24,7) e yard complessive (2.162). Terminò la sua stagione da freshman classificandosi terzo in tutto il Paese per yard complessive per partita con 180,25 yard di media, e fu nominato "Giocatore freshman dell'anno della Sun Belt Conference".

### Stagione 2009
Nella sua stagione da sophomore nel 2009, Hilton registrò 57 ricezioni per 632 yard e cinque touchdown, e 22 ritorni di kickoff per 633 yard. Terminò la stagione con 1.301 yard totali.

### Stagione 2010
Nel 2010, Hilton ebbe un lento inizio di stagione; nelle prime quattro partite non segnò nessun touchdown. Segnò il suo primo touchdown in stagione contro Western Kentucky. Dopo una sconfitta a metà stagione contro FAU, Hilton ritrovò il suo ritmo nella partita successiva contro Louisiana-Monroe, segnando quattro touchdown il primo su un kick-return da 96 yard, due su passaggio dal quarterback Wesley Carroll e il quarto su corsa. Nella partita contro Troy, Hilton corse sei volte per 158 yard e due touchdown, aiutando a stabilire un record scolastico per yard corse totali in una singola partita (448).
Nel Little Caesars Pizza Bowl 2010 contro Toledo, Hilton ritornò un kickoff per touchdown nella seconda metà. FIU sconfisse Toledo 34–32. Hilton fu decisivo in quell'incontro, tanto da aggiudicarsi il titolo di MVP del Little Caesars Pizza Bowl. Alla fine della sua stagione da junior, Hilton venne nominato "Giocatore dell'anno della Sun Belt", oltre a essere nominato alla formazione ideale All-Sun Belt Conference sia come wide receiver che come kick returner. Terminò la stagione con 2.089 yard complessive, 848 ricevute su 59 ricezioni e 282 yard corse su oltre 30 tentativi, un record personale.

### Stagione 2011
Nella sua stagione da senior, Hilton ebbe un buon inizio, registrando 283 yard complessive contro North Texas. Nel turno successivo, Hilton fu essenziale per permettere a FIU di sconfiggere Louisville per 24–17, con due touchdown su ricezione da 74 e da 83 yard. Terminò la partita con sette ricezioni per 201 yard, stabilendo il suo stesso record personale e scolastico.

### Record scolastici
Hilton stabilì numerosi record scolastici alla FIU:
- Ricezioni in carriera (229)
- Yard ricevute in carriera (3.531)
- Touchdown su ricezione in carriera (24)
- Ricezioni in una singola stagione (72 nel 2011)
- Yard ricevute in una singola stagione (1.038 nel 2011)
- Ricezioni in una singola partita (12 contro Akron nel 2011)
- Yard ricevute in una singola partita (201 contro Louisville nel 2011)

### Riconoscimenti vinti
- Giocatore freshman dell'anno della Sun Belt (2008)
- Formazione ideale All-Sun Belt (2008, 2011)
- Giocatore dell'anno della Sun Belt (2010)

## Carriera professionistica

### Indianapolis Colts

#### Stagione 2012
Hilton fu scelto nel corso del terzo giro come 92º assoluto dagli Indianapolis Colts nel Draft NFL 2012. Il giocatore esplose nella settimana 3 contro i Jacksonville Jaguars in cui ricevette 4 passaggi per 113 yard e segnò un touchdown su un passaggio di Andrew Luck.
Nella vittoria della settimana 9 sui Miami Dolphins, nel giorno in cui Luck stabilì il record di yard lanciate in una partita da un rookie, Hilton ricevette 6 passaggi per 102 yard e segnò un touchdown. Il giocatore ricevette altre 100 yard nella gara seguente segnando due touchdown ma i Colts persero nettamente contro i New England Patriots.
Nella settimana 12, Hilton segnò un touchdown sul ritorno di un punt da 75 yard e un altro su ricezione da 8 yard contro i Buffalo Bills, divenendo il primo giocatore della storia dei Colts a segnare in entrambi i modi nella stessa partita. La domenica successiva Hilton ricevette 100 yard nella vittoria all'ultimo secondo dei Colts sui Detroit Lions.
Nella settimana 15 il giocatore ricevette 78 yard e segnò il suo sesto touchdown contro gli Houston Texans. Due settimane dopo, nell'ultimo turno di campionato, i Colts si vendicarono della sconfitta coi Texans, concludendo con un record di 11-5. Hilton ricevette 111 yard e segnò un touchdown. La sua stagione si concluse con 861 yard ricevute e 7 touchdown.

#### Stagione 2013
Nella settimana 2 della stagione 2013, Hilton ricevette 6 passaggi per 124 yard contro i Dolphins. Nella settimana 5 fu decisivo nell'infliggere ai Seattle Seahawks la prima sconfitta stagionale, ricevendo 140 yard e segnando due touchdown. Hilton fu ancora fondamentale nella vittoria della settimana 9 contro i Texans in cui, con 3 touchdown segnati nel secondo tempo, contribuì a rimontare uno svantaggio di 18 punti.
Il 4 gennaio 2014, nel primo turno di playoff i Colts ospitarono i Kansas City Chiefs. Trovatisi in svantaggio per 38-10 nel terzo quarto, Hilton contribuì alla rimonta ricevendo da Andrew Luck 224 yard (terza prestazione di tutti i tempi nei playoff) e due touchdown, con la sua squadra che andò a vincere per 45-44. Le sue 13 ricezioni in quella partita furono il secondo maggior numero della storia in una gara della post-season. La settimana successiva ricevette altre 104 yard ma Indianapolis fu sconfitta nettamente ed eliminata dai Patriots.

#### Stagione 2014
Nella settimana 6, Hilton arrivò a una sola yard dal record di franchigia di yard ricevute nella stagione regolare detenuto dall'Hall of Famer Raymond Berry, guadagnandone 223 nella vittoria sui Texans e segnando il primo touchdown stagionale. Nel dodicesimo turno festeggiò la nascita di sua figlia ventiquatt'ore prima col terzo TD dell'anno e, guidando i suoi con 122 yard ricevute nella vittoria casalinga sui Jaguars, superò per la seconda stagione consecutiva le mille yard ricevute. Due settimane dopo fu decisivo ricevendo 150 yard e 2 touchdown contro i Browns, incluso quello del sorpasso da una yard a 32 secondi dal termine. Il 23 dicembre fu convocato per il primo Pro Bowl in carriera.
Nel primo turno di playoff, Hilton guidò i Colts con 103 yard ricevute nella vittoria sui Bengals. La squadra giunse fino alla finale della AFC, dove fu eliminata dai Patriots futuri vincitori del Super Bowl.

#### Stagione 2015
Il 13 agosto 2015, Hilton firmò un rinnovo contrattuale quinquennale del valore di 65 milioni di dollari coi Colts, inclusi 39 milioni garantiti. Segnò il primo TD stagionale nel sesto turno e altri due sette giorni dopo in una gara in cui ricevette 150 yard contro i Saints. La sua annata si chiuse guidando la squadra con 1.124 yard ricevute e al secondo posto con 5 TD su ricezione mentre i Colts, partiti con l'obiettivo di raggiungere il Super Bowl, non si qualificarono per i playoff. Hilton a fine anno fu convocato per il suo secondo Pro Bowl al posto dell'infortunato Larry Fitzgerald.

#### Stagione 2016
Nel 2016, Hilton fu convocato per il terzo Pro Bowl in carriera dopo avere guidato la NFL con 1.448 yard ricevute.

#### Stagione 2017
Nel terzo turno della stagione 2017, Hilton guidò i Colts alla prima vittoria stagionale con 153 yard e un touchdown ricevuti dal quarterback sostituto di Andrew Luck, Jacoby Brissett. Nella settimana 9 ricevette 175 yard e 2 touchdown nella vittoria esterna sui Texans, venendo premiato come miglior giocatore offensivo dell'AFC della settimana. A fine anno fu convocato per il quarto Pro Bowl consecutivo al posto dell'infortunato A.J. Green.

#### Stagione 2018

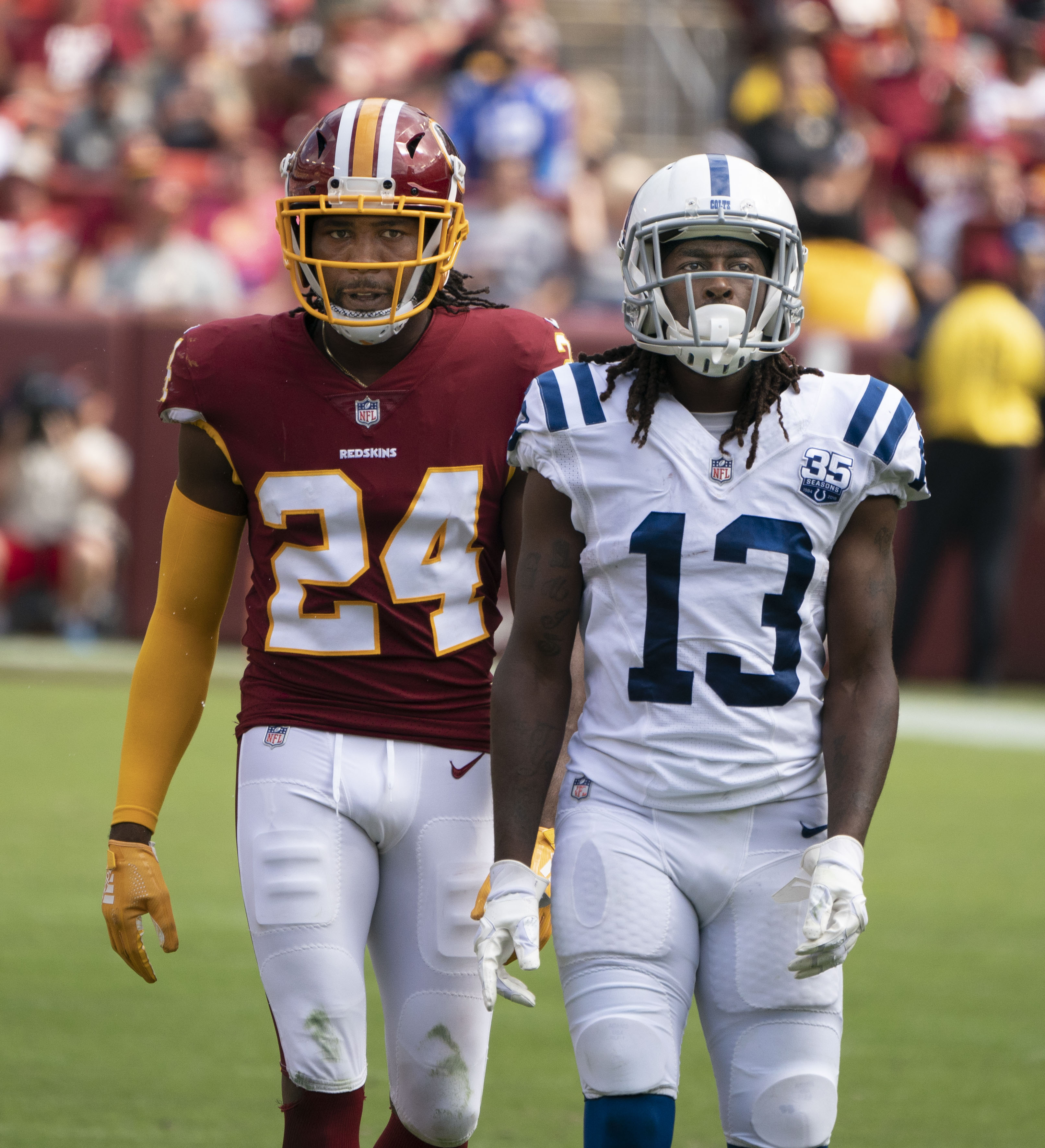
Hilton e Josh Norman nel secondo turno contro i Washington Redskins nel 2018

Nel quarto turno contro gli Houston Texans, Hilton ricevette quattro passaggi per 115 yard. I Colts vennero sconfitti per 37–34 ai supplementari. Nella rivincita con i Texans nel quattordicesimo turno, Hilton fece registrare 199 yard ricevute, aiutando i Colts a vincere per 24–21. Terminò la stagione 2018 con quattordici presenze da titolare, 76 ricezioni per 1.270 yard e sei touchdown.

## Palmarès
- Convocazioni al Pro Bowl: 4

2014, 2015, 2016, 2017
- Giocatore offensivo dell'AFC della settimana: 1

9ª del 2017
- Leader della NFL in yard ricevute: 1

2016
- PFWA All-Rookie Team - 2012

## Statistiche
| Legenda   | Legenda          |
| --------- | ---------------- |
|           | Primo nella lega |
| Grassetto | Record personale |

### Stagione regolare
| Stagione | Squadra  | Partite | Partite | Ricezioni | Ricezioni | Ricezioni | Ricezioni | Ricezioni | Corse | Corse | Corse | Corse | Corse | Fumble | Fumble |
| Stagione | Squadra  | P       | PT      | Ric       | Yard      | Media     | Max       | TD        | Ten   | Yard  | Media | Max   | TD    | Fum    | Persi  |
| -------- | -------- | ------- | ------- | --------- | --------- | --------- | --------- | --------- | ----- | ----- | ----- | ----- | ----- | ------ | ------ |
| 2012     | IND      | 15      | 1       | 50        | 861       | 17,2      | 70        | 7         | 5     | 29    | 5,8   | 19    | 0     | 1      | 0      |
| 2013     | IND      | 16      | 10      | 82        | 1.083     | 13,2      | 73P       | 5         | 2     | 6     | 3,0   | 3     | 0     | 1      | 0      |
| 2014     | IND      | 15      | 15      | 82        | 1.345     | 16,4      | 73P       | 7         | 2     | 20    | 10,0  | 15    | 0     | 3      | 1      |
| 2015     | IND      | 16      | 15      | 69        | 1.124     | 16,3      | 87P       | 5         | –     | –     | –     | –     | –     | 1      | 0      |
| 2016     | IND      | 16      | 16      | 91        | 1.448     | 15,9      | 63P       | 6         | –     | –     | –     | –     | –     | –      | –      |
| 2017     | IND      | 16      | 16      | 57        | 966       | 16,9      | 80P       | 4         | –     | –     | –     | –     | –     | 2      | 1      |
| 2018     | IND      | 14      | 14      | 76        | 1.270     | 16,7      | 68        | 6         | 0     | 0     | 0     | 0     | 0     | 0      | 0      |
| Carriera | Carriera | 108     | 87      | 507       | 8.097     | 16,0      | 87        | 40        | 9     | 55    | 6,1   | 19    | 0     | 8      | 2      |

### Play-off
| Stagione | Squadra  | Partite | Partite | Ricezioni | Ricezioni | Ricezioni | Ricezioni | Ricezioni | Corse | Corse | Corse | Corse | Corse | Fumbles | Fumbles |
| Stagione | Squadra  | P       | PT      | Ric       | Yard      | Media     | Max       | TD        | Ten   | Yard  | Media | Max   | TD    | Fum     | Persi   |
| -------- | -------- | ------- | ------- | --------- | --------- | --------- | --------- | --------- | ----- | ----- | ----- | ----- | ----- | ------- | ------- |
| 2012     | IND      | 1       | 0       | 8         | 66        | 8,3       | 25        | 0         | –     | –     | –     | –     | –     | –       | –       |
| 2013     | IND      | 2       | 2       | 17        | 327       | 19,2      | 64        | 2         | –     | –     | –     | –     | –     | –       | –       |
| 2014     | IND      | 3       | 3       | 11        | 211       | 19,2      | 36        | 0         | 1     | 1     | 1,0   | 1     | 0     | –       | –       |
| 2018     | IND      | 2       | 2       | 9         | 145       | 16,1      | 38        | 1         | 0     | 0     | 0,0   | 0     | 0     | 0       | 0       |
| Carriera | Carriera | 8       | 7       | 45        | 749       | 16,6      | 64        | 3         | 1     | 1     | 1,0   | 1     | 0     | 0       | 0       |